# Wisdom Comes
Albums de Gojira
Saturate
(1999) Terra Incognita
(2001)
Wisdom Comes est la quatrième démo du groupe de death metal français Gojira. Alexandre Cornillon (basse) ayant quitté le groupe, il est remplacé par Jean-Michel Labadie.

## Liste des titres
| No | Titre                                             | Durée |
| -- | ------------------------------------------------- | ----- |
| 1. | Lizard Skin (présents sur Terra Incognita)        | 4:22  |
| 2. | Satan is a Lawyer (présents sur Terra Incognita)  | 4:31  |
| 3. | Locked in a Syndrom                               | 4:40  |
| 4. | Fire is Everything (présents sur Terra Incognita) | 4:47  |
| 5. | Love (présents sur Terra Incognita)               | 4:16  |
| 6. | Wisdom Comes (présent sur The Link)               | 2:30  |
| 7. | Terra Incognita                                   | 4:37  |